# Dampvitoux
Dampvitoux település Franciaországban, Meurthe-et-Moselle megyében. Lakosainak száma 57 fő (2022. január 1.). Dampvitoux Charey, Dommartin-la-Chaussée, Hagéville, Xammes, Beney-en-Woëvre, Lachaussée és Vigneulles-lès-Hattonchâtel községekkel határos.

## Népesség
A település népességének változása:
| Lakosok száma | 63   | 47   | 54   | 72   | 63   | 60   | 58   | 55   | 56   | 57   |
|               | 1968 | 1982 | 1990 | 2006 | 2013 | 2015 | 2017 | 2019 | 2020 | 2022 |